# Ciebłowice Duże (przystanek kolejowy)
Ciebłowice Duże – przystanek kolejowy w Ciebłowicach Dużych w Polsce, województwie łódzkim, powiecie tomaszowskim, w gminie Tomaszów Mazowiecki.
| Ciebłowice                                         |  |                              |
| Linia 22 Tomaszów Mazowiecki – Radom               |  |                              |
| Tomaszów Mazowiecki Białobrzegiodległość: 2,028 km |  | Brzustów odległość: 5,165 km |